# 自撮りスタジオ
自撮りスタジオ（じどり スタジオ 英: Selfie studio）とは娯楽施設の一種で、2015年前後から世界各地でよく知られるようになった。日本でセルフ写真館と呼ぶ。自分撮りができる施設の機能は従来の写真スタジオと似ており、カメラとプロップ、照明で構成する。違いは、従来と異なり撮影者は職業人ではなく被写体となる人自身である。撮影の手順は自分でコントロールし、Bluetooth経由でリモコン操作でシャッターを切る。顧客は自撮りスタジオが提供する私的な空間で自己表現ができ、予算も比較的安い。

## 沿革と開発
この業態は初めニューヨーク市に2009年6月に出店した「TakaPhotoo」（テイカフォトゥー）という商号が第1号とされる。これをフランチャイズ展開した2013年以降、アメリカ以外にも進出して耳目を集めるようになった。北京、上海、バンクーバーなどで営業を開始、ヨーロッパへも波及しつつある。香港には2013年末に開店している。

## 機能
従来型の写真スタジオと同様、撮影ブースにはプロ仕様のカメラ1台、画像確認用の大型モニタ2台、照明器具が揃う。通常は1店舗に3室から4室を組み合わせて、それぞれに個別のテーマを設定する。顧客は背景画、小道具やアクセサリー類を選択する。顧客には少額の使用料を払ってもらい、グループの人数に応じて料金が設定してある。
入室するとコスチュームが用意されていて、漫画のキャラから動物まで、ウェディングドレスから伝統衣装まで顧客は好みの衣装を選ぶ。想定する顧客の母集団は10台の女性、家族連れである。
他の業者との競争力を発揮し、既存の顧客に対してノベルティを訴えるには、顧客の好みや希望に応じて定期的に撮影ブース内のテーマを変更していく。新しい舞台装置や背景画を提供、人気があるテーマはお祭りや外国の風景で、中には新規サービスの提供によってビジネスチャンスの拡大を図る業者もいる。一例として、貸し切りパーティー用にスタジオを使えたり、料金の割引制度、あるいは自撮りの写真コンテスト開催などがある。

## 波及効果
顧客は自分の好みのコスチュームを着て満足するまで撮影し、写真の枚数にも制限はない。そのため、撮影した写真を Facebook や Instagram へ投稿することが社会現象にまでなった。こういう行為をよく目にするようになると、香港で非常に人気が高まった。自撮りスタジオでは収容人数を2-10名に拡張して集合写真が撮れるようにするところも現れた。単独の活動からグループ活動へ転換し、友だちとの交流の機会になった。自撮りスタジオで照明装置やプロ仕様のカメラを使うと、写真の画質はスマートフォンで撮影するよりも質が高くなる。
顧客は何種類もの画像を自分で演出でき、各人が創造性をのびのびと発揮できるばかりか、自分の理想型を自撮りで実現することが可能になった。

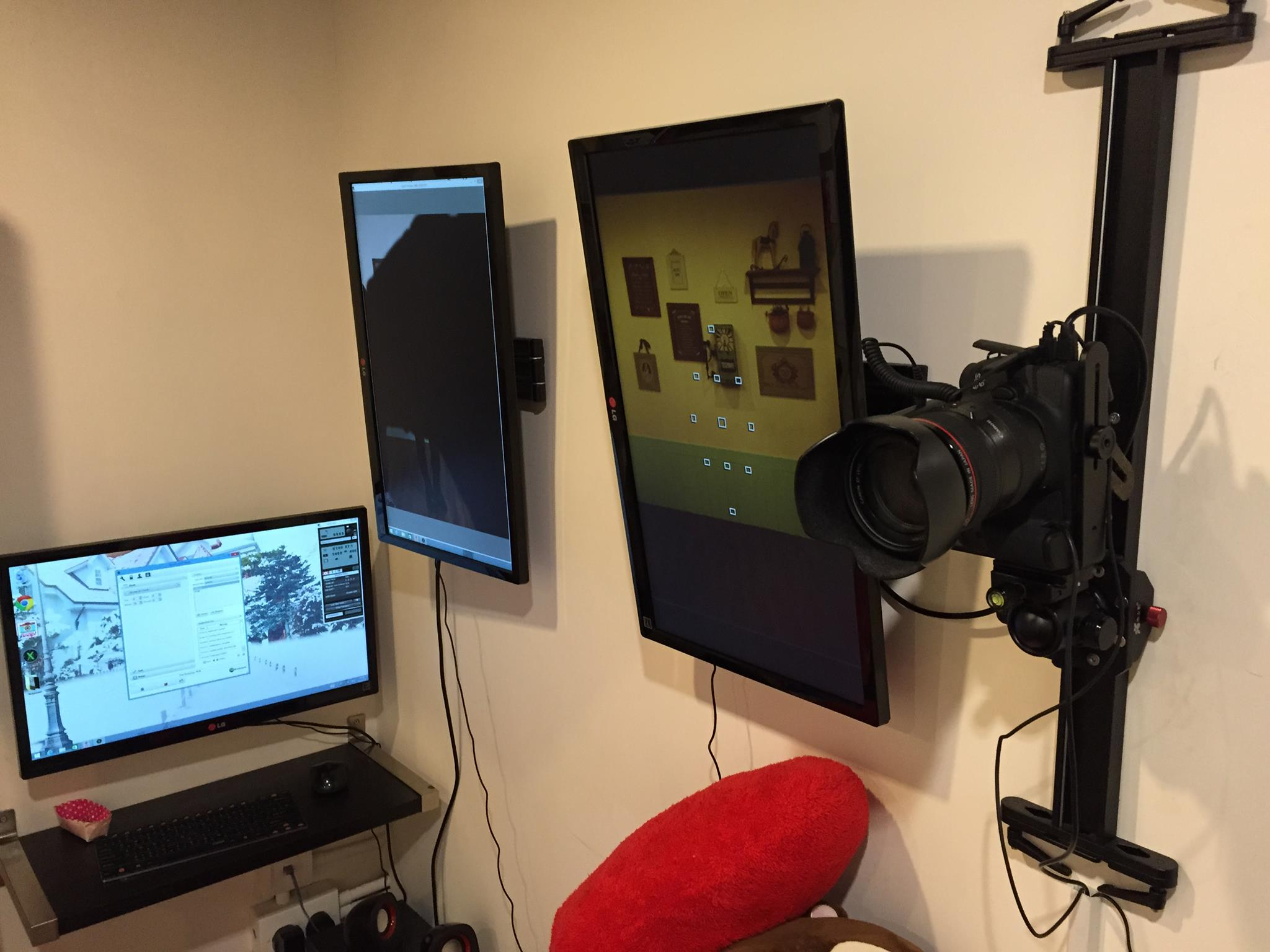
プロ仕様のツールが備わっている。
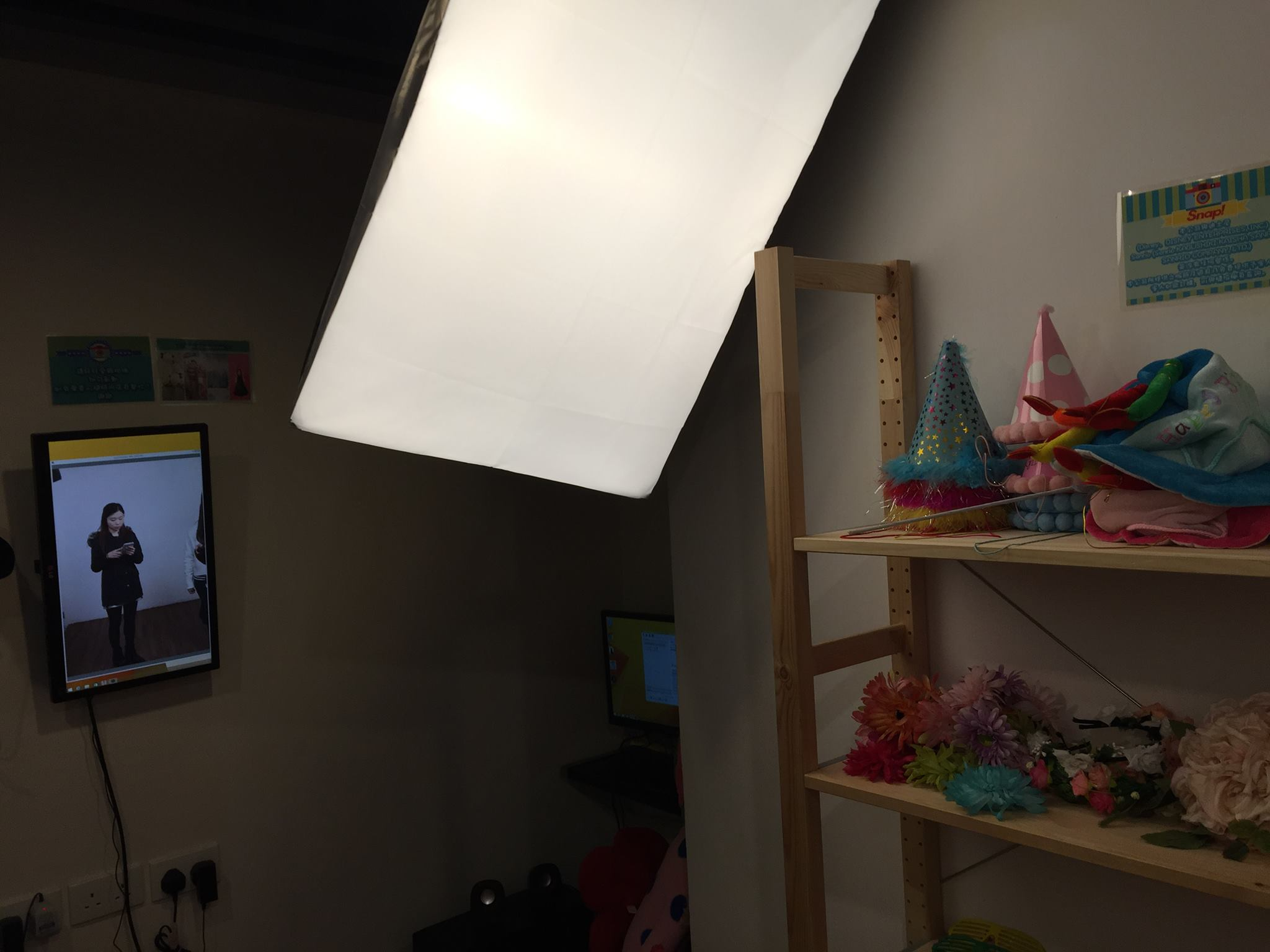
スタジオ内の照明装置
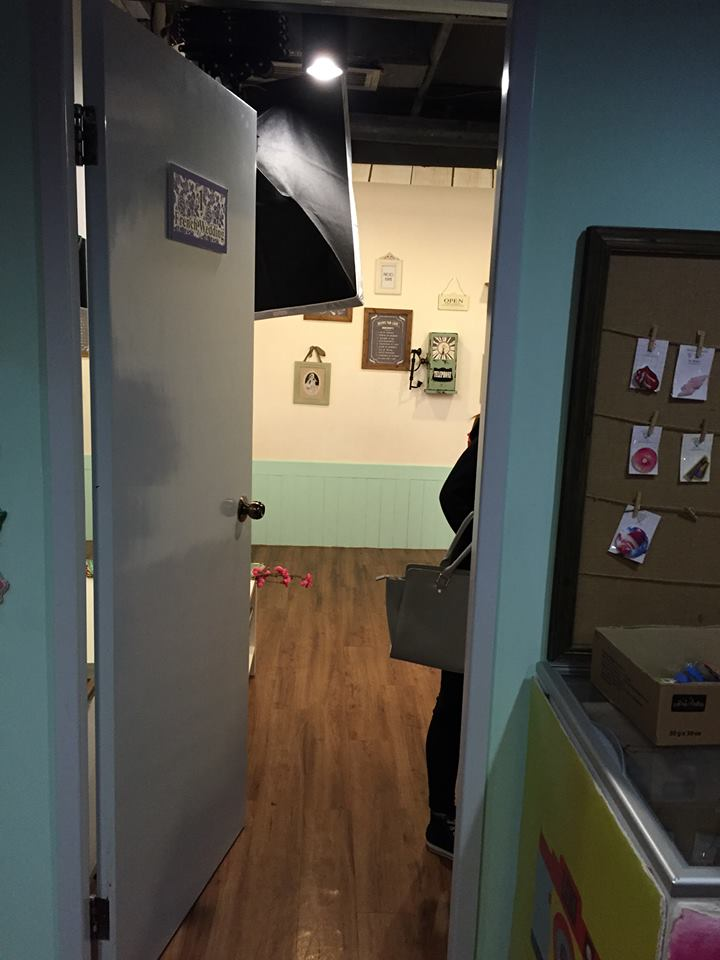
自撮りスタジオは複数の撮影室に分かれている。
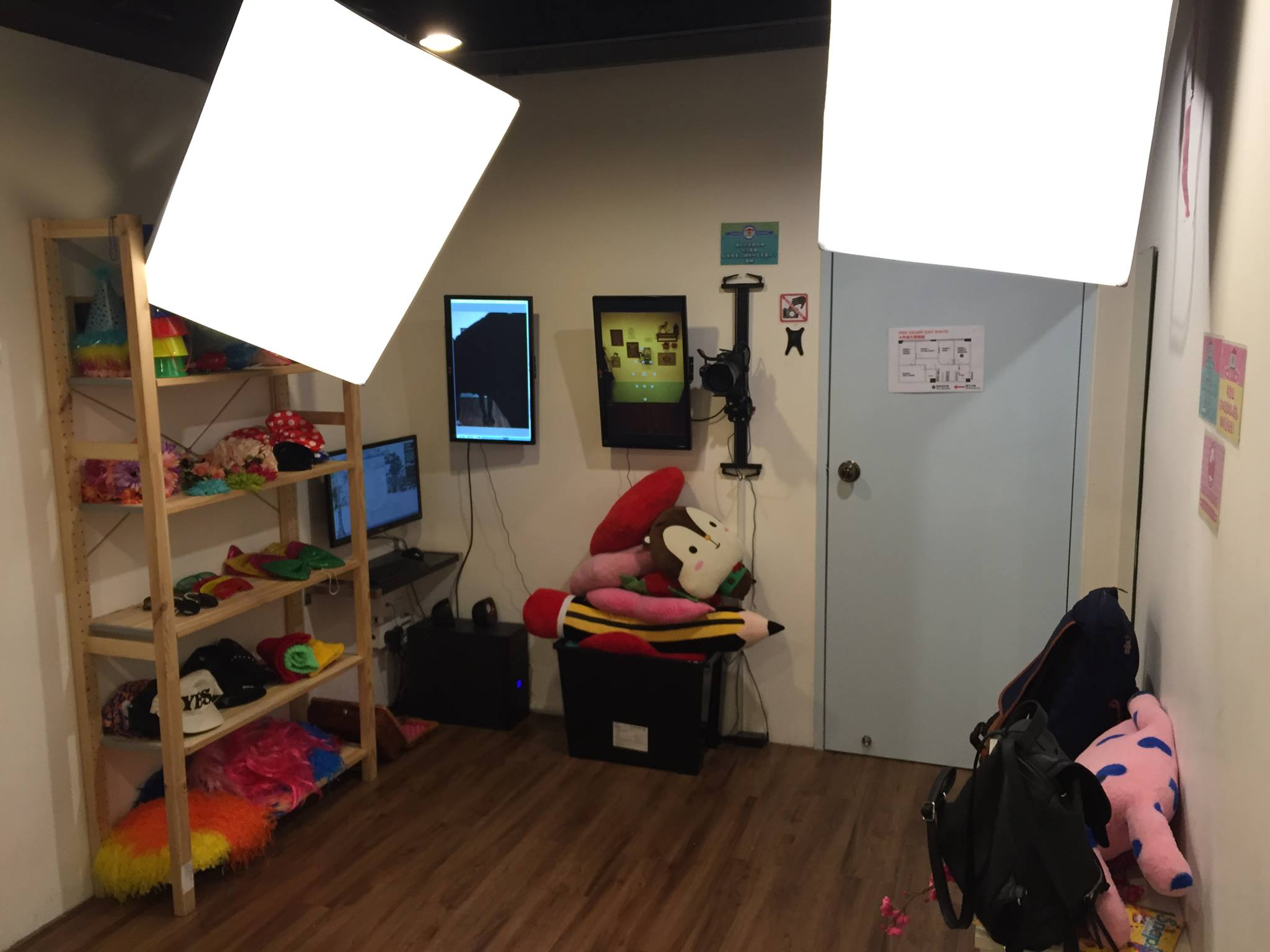
こういう室内で自撮りができる
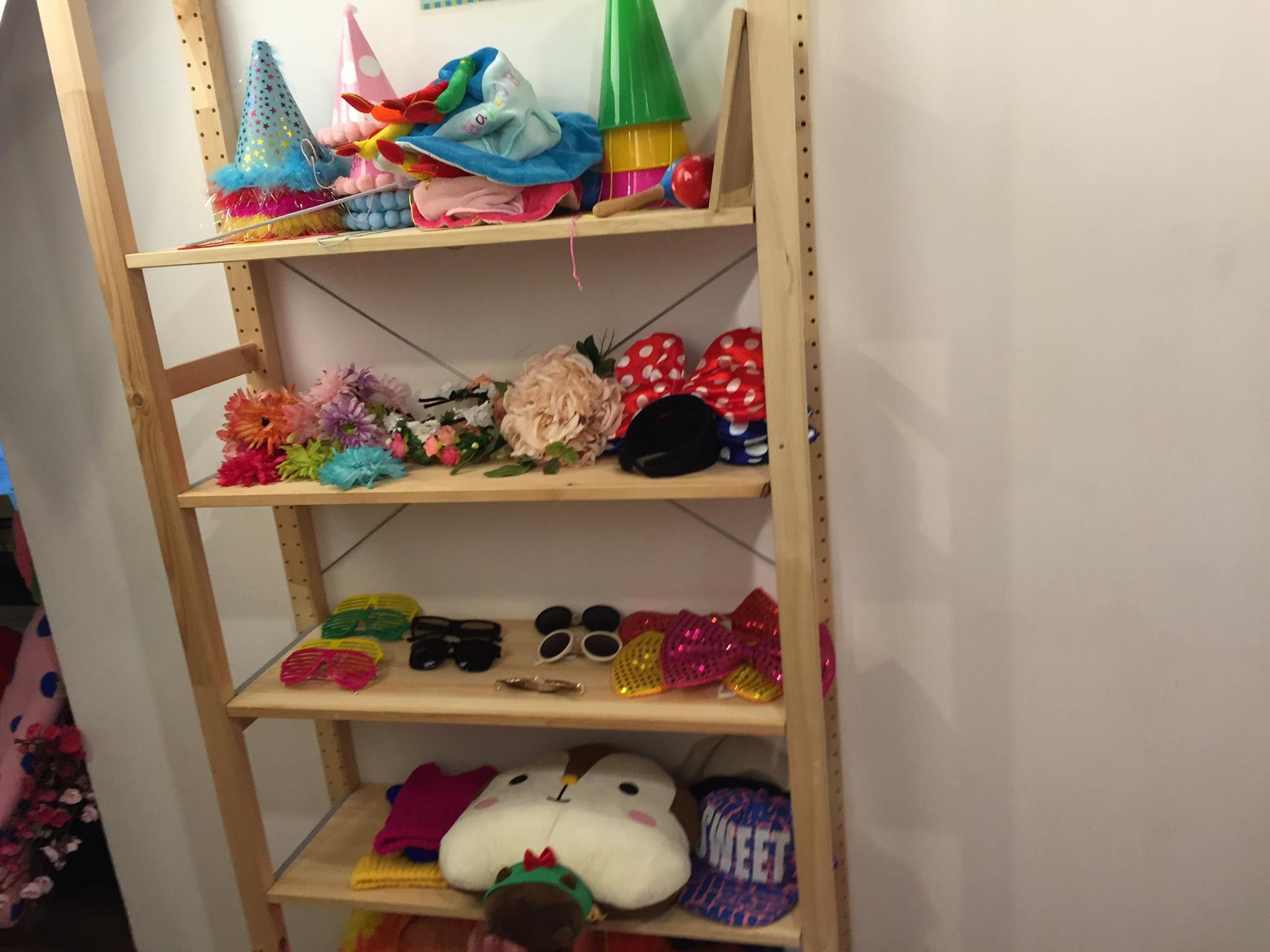
撮影室ごとに小道具や舞台装置が準備してある。
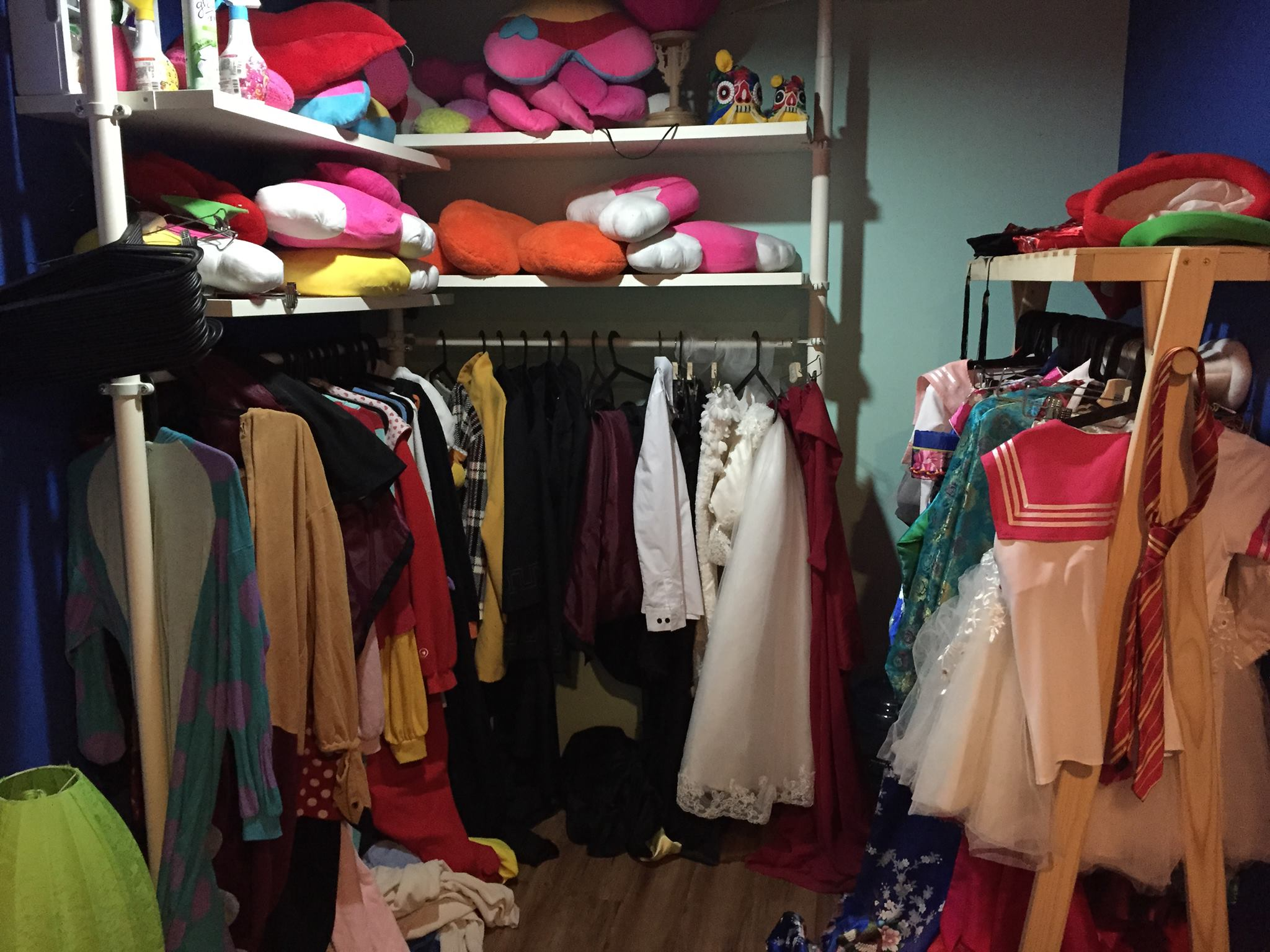
衣装コーナーには着替えて撮影するコスチュームが揃う